# San Miguel (Leyte)
San Miguel es un municipio filipino de cuarta clase, perteneciente a la provincia de Leyte, en las Bisayas Orientales.

## Historia
Hacia mediados del siglo XIX, el lugar pertenecía al pueblo de Barugo. Aparece descrito en el segundo volumen del Diccionario geográfico, estadístico, histórico de las Islas Filipinas (1851) de Manuel Buzeta Núñez y Felipe Bravo con las siguientes palabras:

MIGUEL (San): visita del pueblo de Barugo, en la isla y prov. de Leyte, dióc. de Cebú; sit. en la costa setentrional de la isla, en terreno llano, y clima templado. Tiene un teniente de justicia encargado de recaudar los pocos trib. que paga, los cuales, asi como la pobl. y prod., incluimos en el art. de la matriz.
(Buzeta y Bravo, 1851, p. 326)

En 2020, tenía censados 19 753 habitantes.